# 喀什镇
喀什乡，是中华人民共和国新疆维吾尔自治区伊犁哈萨克自治州伊宁县下辖的一个乡镇级行政单位。

## 行政区划
喀什乡下辖以下地区：
图地于孜村、赛皮尔村、喀拉巴格村、石桥村、拜石墩村、其巴尔吐别克村、托提温村和加尔苏村。